# Tamarix ramosissima
Espèce
Statut de conservation UICN

 LC  : Préoccupation mineure
Tamarix ramosissima, communément appelé Tamaris très ramifié, est une espèce d'arbustes de la famille des Tamaricaceae. C'est un arbuste à feuilles caduques avec des tiges rougeâtres, un feuillage vert pâle et plumeux et de petites fleurs roses caractéristiques.
Le cultivar 'Pink Cascade' (fleurs rose foncé) a remporté le prix du mérite du jardin de la Royal Horticultural Society.

## Systématique
L'espèce Tamarix ramosissima a été décrite en 1829 par le botaniste allemand Karl Friedrich von Ledebour (1785-1851),.

## Description
Tamarix ramosissima est un arbuste rustique originaire d'Europe et d'Asie. C'est une espèce vigoureuses à feuilles caduques cultivée pour ses tiges ornementales rougeâtres, ses panaches de fleurs voyantes et ses feuilles plumeuses inhabituelles. Sa rusticité et sa tolérance aux sols pauvres en font un arbuste apprécié et facile à cultiver. Il peut atteindre 8 m de haut et 5 m de large. Il peut être utilisé comme écran, brise-vent, haie informelle ou arbuste spécimen.
La floraison a lieu de mars à juillet. Tamarix ramosissima produit des grappes dressées de petites fleurs roses à cinq pétales qui recouvrent le nouveau bois de la plante. Il tolère de nombreux types de sols, mais préfère un sol bien drainé, léger ou sablonneux en plein soleil. Cette plante est considérée comme une espèce envahissante dans les climats plus chauds.

## Espèce envahissante
Tamarix ramosissima est une espèce végétale envahissante majeure dans le Sud-Ouest des États-Unis, notamment dans la région désertique de Californie, consommant de grandes quantités d'eau souterraine dans les habitats riverains et oasiens. L'équilibre et la force de la flore et de la faune indigènes sont aidés par divers projets de restauration, en supprimant les bosquets de tamaris comme s'il s'agissait de mauvaises herbes nuisibles.

## Noms vernaculaires
Ce taxon porte en français les noms vernaculaires ou normalisés suivants : Tamaris très ramifié,, Tamarix très ramifié, Tamaris à cinq étamines, Tamaris très rameux.

## Synonymie
Tamarix ramosissima a pour synonymes :
- Tamarix altaica Nied.
- Tamarix eversmannii C.Presl
- Tamarix eversmannii C.Presl ex Bunge
- Tamarix odessana Stev.
- Tamarix odessana Stev. ex Bunge
- Tamarix pallasii var. brachystachys Bunge
- Tamarix pallasii var. ramosissima (Ledeb.) Bunge
- Tamarix pallasii var. tigrensis Bunge
- Tamarix pentandra Pall.
- Tamarix ramosissima var. macedonica Micevski
- Tamarix tetrandra Szov.
- Tamarix tetrandra Szov. ex Bunge

### Publication originale
- Carolus Fridericus a Lebedour, Car. Ant. Meyer, Al. a Bunge, Flora Altaica (œuvre littéraire), Berlin, 1829, [lire en ligne].